# Gonomyia kraussi
Gonomyia kraussi är en tvåvingeart som beskrevs av Alexander 1956. Gonomyia kraussi ingår i släktet Gonomyia och familjen småharkrankar.
Artens utbredningsområde är Fiji. Inga underarter finns listade i Catalogue of Life.